# Cronocinesi
La cronocinesi (dal greco χρόνος "tempo" e κίνησις "movimento") è un'ipotetica facoltà psicocinetica che consente a chi la pratica ("cronocineta") la capacità sovrumana di manipolare il tempo, distorcendolo e controllandolo sotto svariati aspetti come per esempio comunicare telepaticamente con persone nel passato e nel futuro alterando gli avvenimenti della storia, viaggiare nel tempo o interagire con esso. Esempi di cronocineti nella cultura popolare sono Homura Akemi di Puella Magi Madoka Magica, Sailor Pluto di Sailor Moon, tutta la specie dei Signori del Tempo di Doctor Who, Eri di My Hero Academia, Yoma di Mefistofele/Kairos di Saint Seiya - The Lost Canvas e Aoi Akane, Kako e Mirai di Hanako-kun - I sette misteri dell'Accademia Kamome.
Questa capacità è molto spesso confusa con il "viaggio nel tempo", delle saghe cinematografiche di fantascienza.